# إسماعيل دا سيلفا
إسماعيل دا سيلفا هو لاعب كرة قدم برازيلي في مركز ظهير ‏، ولد في 12 سبتمبر 1983 في بورتو أليغري في البرازيل. لعب مع بورتوغيزا سانتيستا ونادي إنترناسيونال ونادي برازيل دي بيلوتاس ونادي كاشياس دو سول ونادي هرفوليه.